# Savosa
Savosa és un municipi del cantó de Ticino (Suïssa), situat al districte de Lugano.